# Myrmothera simplex
Myrmothera simplex е вид птица от семейство Grallariidae.

## Разпространение
Видът е разпространен в Бразилия, Венецуела и Гвиана.